# Турци във Финландия
Турците във Финландия (на турски: Finlandiya Türkleri; на фински: Suomen turkkilaiset) са етническа група във Финландия.

## История
Турското население във Финландия е сравнително ново явление в страната; по-голямата част от тях са пристигнали предимно от края на 80-те години и са съставени предимно от мъже имигранти . По този начин много турски юноши имат майка от Финландия . Между 1987 и 2012 г. има 8904 турски граждани, които са емигрирали във Финландия .

## Демография
Основно турско население има в региона Уусимаа. 
По-голямата част от турското население във Финландия е самостоятелно заета и е основно активна в ресторантите и обектите за бързо хранене. 